# Meganeira (Tochter des Krokon)
Meganeira (altgriechisch Μεγάνειρα Megáneira) ist eine Gestalt der griechischen Mythologie.
Sie war die Tochter des eleusinischen Königs Krokon und heiratete Arkas, den künftigen Stammvater der Arkadier; mit ihm zeugte sie die Söhne Elatos und Apheidas.
In anderen Versionen der Legende werden auch Laodameia (manchmal Leaneira genannt) oder die Nymphe Chrysopeleia als Gemahlinnen des Arkas bezeichnet.